# Bollinger B1
Bollinger B1 – elektryczny samochód terenowy klasy średniej wyprodukowany pod amerykańską marką Bollinger w 2020 roku.

## Historia i opis modelu

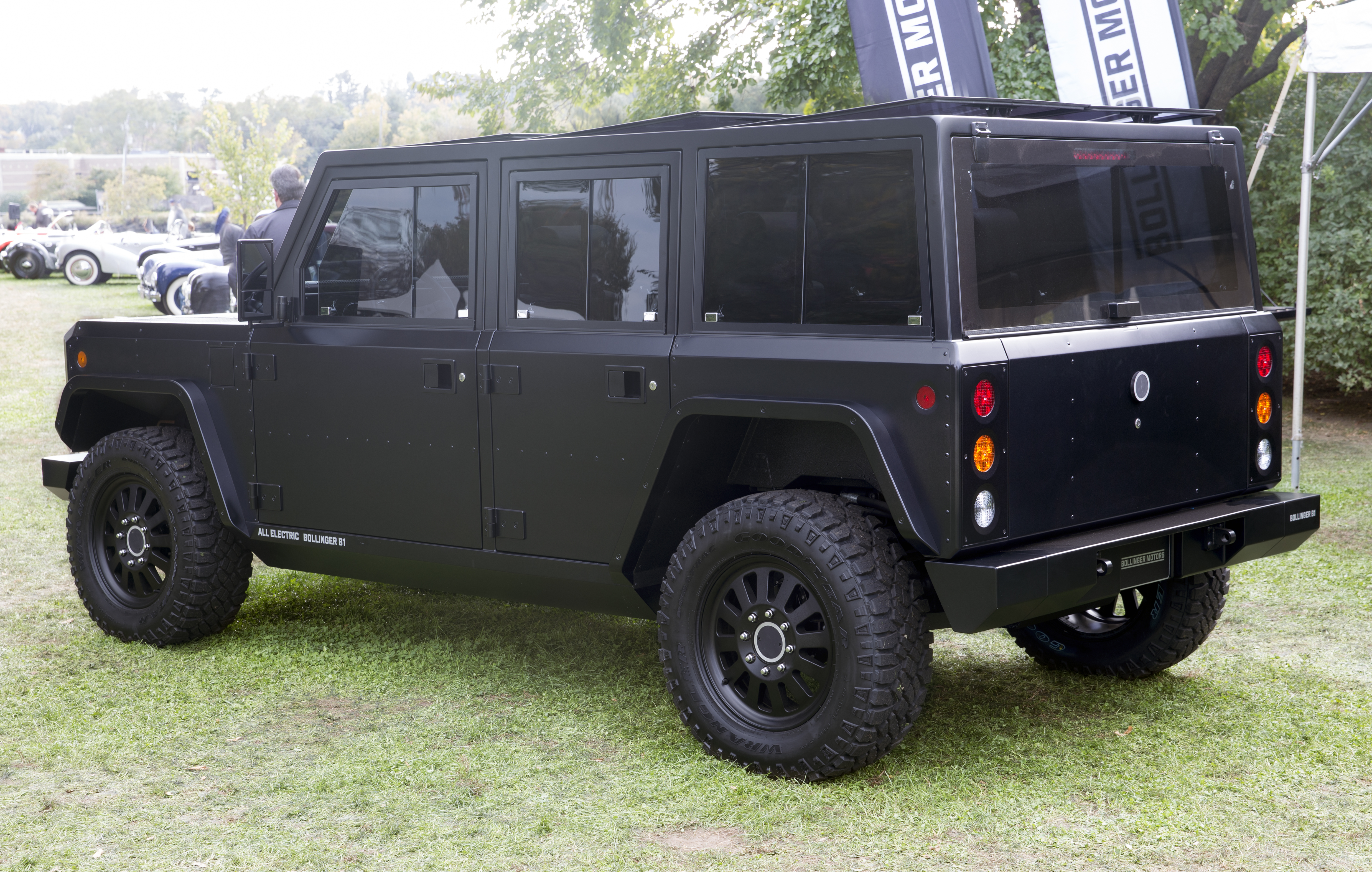
Bollinger B1 - tył

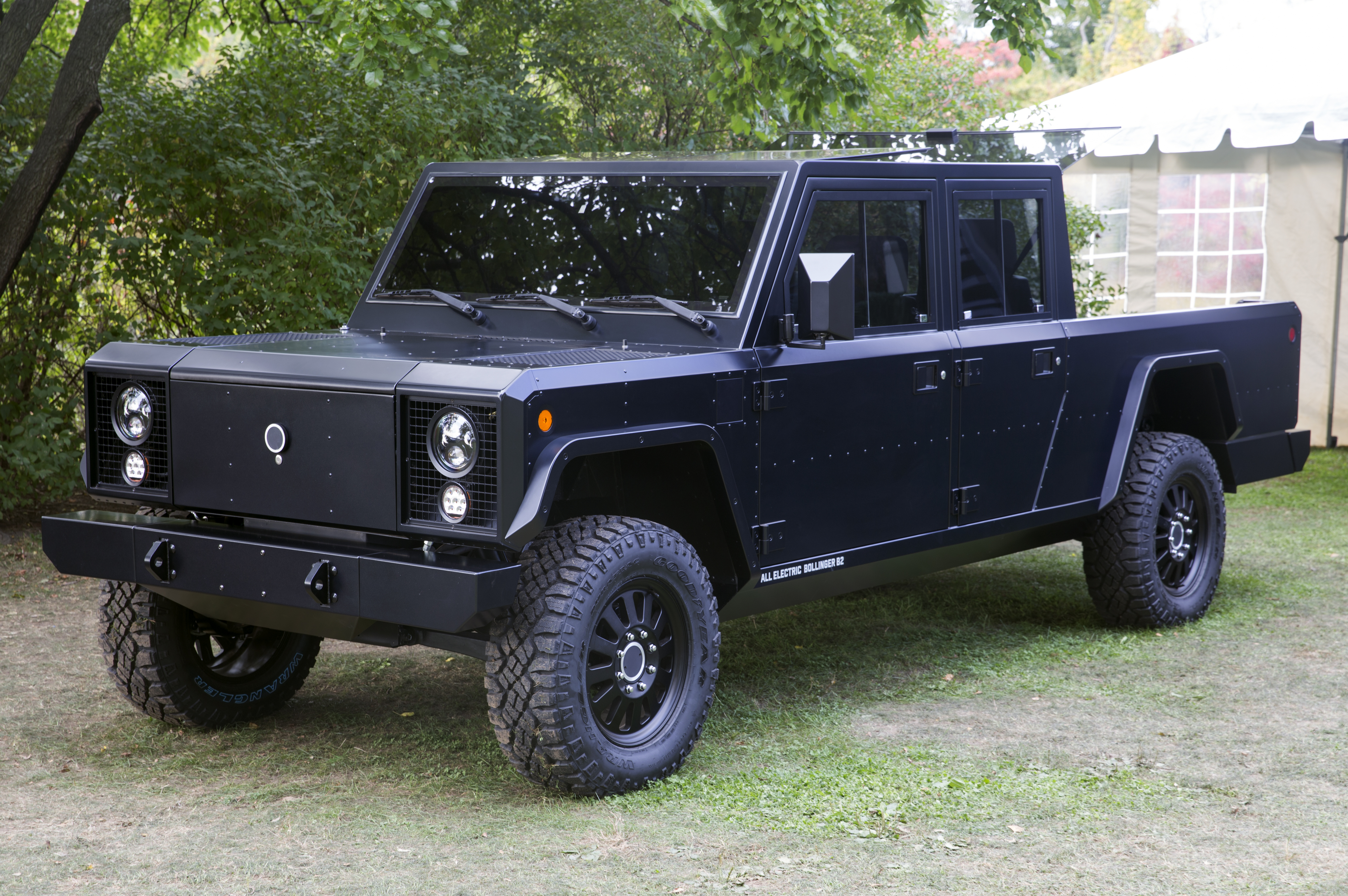
Bollinger B2

Po tym, jak w 2014 roku założone zostało przedsiębiorstwo Bollinger Motors, we wrześniu 2017 roku przedstawiono prototyp zapowiadający pierwszy produkcyjny samochód terenowy firmy z napędem elektrycznym. B1 Concept przyjął postać trzydrzwiowego pojazdu z kanciastą sylwetką i matowym lakierem.
Seryjny Bollinger B1 został zaprezentowany we wrześniu 2019 roku, przyjmując w stosunku do studium sprzed dwóch lat kosmetyczne zmiany w wyglądzie świateł, atrapy chłodnicy i przede wszystkim wymiarach nadwozia. Pojazd stał się dłuższy, zyskując nie 3-drzwiową, lecz 5-drzwiową karoserię z dodatkowym drugim rzędem siedzeń.
Ponownie charakterystycznym elementem wyglądu Bollingera B1 stało się surowe, kanciaste nadwozie utrzymane w minimalistycznym wzornictwie, które zachowano także w kabinie pasażerskiej. Przełomowym rozwiązaniem stało się wygospodarowanie przedziału do transportu długich przedmiotów od krawędzi przedniego, aż do tylnego pasa dzięki umieszczeniu układu elektrycznego wzdłużnie pod kabiną pasażerską i szeroko rozmieszczonymi fotelami.

### B2
Równolegle z premierą seryjnego Bollingera B1, producent przedstawił także opracowanego na jego bazie pickupa o nazwie Bollinger B2. Wyróżniał się on wydłużonym rozstawem osi o dużym przedziałem transportowym sąsiadującym z czterodrzwiową, czteromiejscową kabiną pasażerską.

### Sprzedaż
Produkcja seryjnych modeli Bollingera miała rozpoząć się pod koniec 2020 roku, z kolei sprzedaż B1 i B2 miałaa ruszyć na początku 2021 roku z cenami zaczynającymi się od 125 tysięcy dolarów. Jednakże, w styczniu 2022 firma ogłosiła, że zawiesza do odwołania rozwój elektrycznego pickupa i SUV-a na rzecz skoncentrowania się na wdrożeniu do sprzedaży produkcyjnego wariantu projektu samochodu dostawczego Bollinger Deliver-E.

### Dane technizne
Zarówno Bollinger B1, jak i Bollinger B2 napędzany jest dwoma silnikami elektrycznymi o łącznej mocy 614 KM rozwijającymi 905 Nm momentu obrotowego. Pojemność akumulatorów to 120 kWh, z kolei prognozowan zasięg ustalono na 320 kilometrów. Pozwala to rozwinąć 100 km/h w 4,5 sekundy i maksymalnie pojechać 161 km/h.